# ماكارينا ألونسو
ماكارينا ألونسو (بالإسبانية: Macarena Alonso)‏ مواليد 13 يناير 1993، هي لاعبة كرة يد أرجنتينية تلعب كجناح أيسر. مثلت منتخب الأرجنتين لكرة اليد للسيدات.

## سجل المنافسة
شاركت في البطولات التالية:
- بطولة العالم لكرة اليد للسيدات 2013